# Паладин, Дэн
Дэн Паладин (род. 14 сентября 1979), также известный как Synj, — американский художник по видеоиграм, дизайнер и соучредитель компании по производству видеоигр The Behemoth.
Начал сотрудничать с создателем Newgrounds Томом Фулпом и в начале 2000-х разработал несколько браузерных игр на основе Flash: Sack Smash 2001, Chainsaw the Children, Dad n' Me и, в первую очередь, Alien Hominid. В 2002 году он, Фулп, Джон Баэс и Брэндон ЛаКава основали компанию по производству видеоигр The Behemoth. Паладин разработал ремейк Alien Hominid, получивший признание критиков, а также игру Castle Crashers в жанре beat 'em up, а его 2D-стиль стал визитной карточкой этих игр.
Помимо работы в The Behemoth, Паладин также работал в Gratuitous Games и Presto Studios. Он также написал мелодию заключительных титров в стиле польки для короткометражных мультфильмов «Cyanide and Happiness».

## Личная жизнь
Паладин живёт в Сан-Диего, Калифорния, где находится The Behemoth. Он был активным членом Newgrounds.

## Награды
Игра Castle Crashers, арт-директором которой считается Паладин, получила две награды на Independent Games Festival 2007 года: «Превосходство в визуальном искусстве» и «Приз зрительских симпатий».